# Éditions Tissot
Pour les articles homonymes, voir Tissot.
Les Éditions Tissot, basées à Annecy-le-Vieux (Haute-Savoie), sont spécialisées depuis 1972 dans le domaine du droit social.

## Historique
Créées en 1972 par Robert Tissot, les éditions Tissot ont commencé par la publication du guide « Social bâtiment ».
Au fil des années, la gamme s’est élargie aux codes et textes officiels, mises à jour de conventions collectives, publications diverses de guides, newsletters spécialisées, etc., à destination des PME et des représentants du personnel (délégués du personnel, délégués syndicaux, membres des comités d’entreprise et des comités d’hygiène, de sécurité et des conditions de travail).
Depuis 1996, les éditions Tissot appartiennent au groupe Weka Business Information, fondé en Allemagne en 1973.
En 2008, l'entreprise décide de développer son activité en proposant une offre complète de formations professionnelles. Ainsi, né de cette volonté la filiale Tissot Formation qui regroupe fin 2012 plus d'une centaine de formations professionnelles sur des thématiques allant du droit social, au management, en passant par le droit des affaires, la comptabilité ou bien encore la paie.
Début 2013, le site Internet des Editions Tissot est refondu.
Les éditions Tissot sont propriétaires du logiciel SaaS BDES-Online. L'outil est destiné à la création et à la gestion de base de données économiques et sociales (BDES). L'article 41 de la loi Climat et résilience a ajouté une dimension environnementale à la BDES, qui est ainsi renommée base de données économiques, sociales et environnementales (BDESE).
Le 5 novembre 2024, le groupe SVP annonce l'acquisition des éditions Tissot.

## Aujourd’hui
Les éditions Tissot offrent des publications spécialisées dans le droit du travail. Elles éditent notamment :
- Ouvrages de références : guides, fiches pratiques, dossiers, codes ;
- Lettre d’actualités ;
- Conventions collectives nationales et locales.